# 中華民国台湾地区入出境許可証

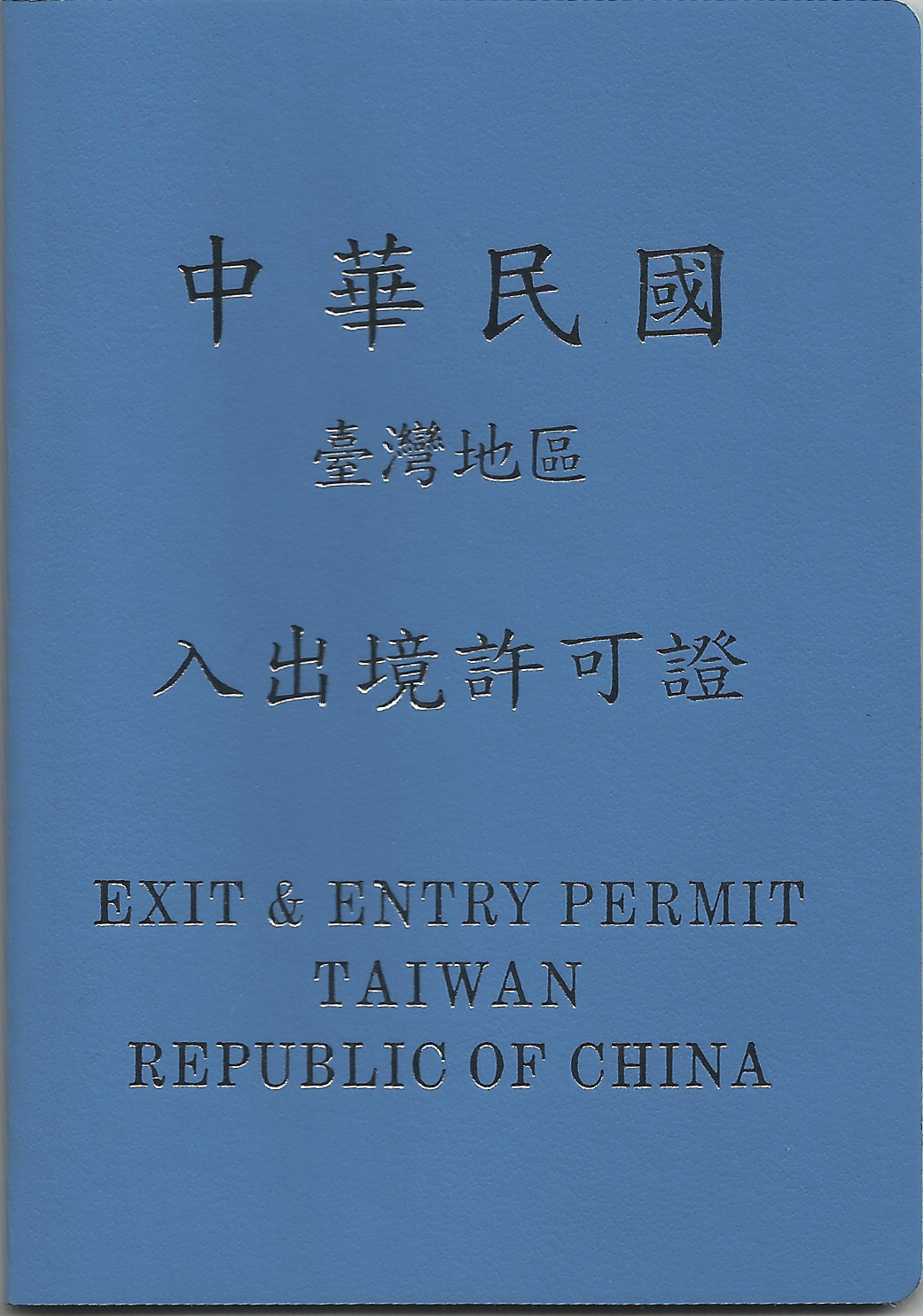
中華民国台湾地区出入境許可証（複数回用）の表紙-旧版

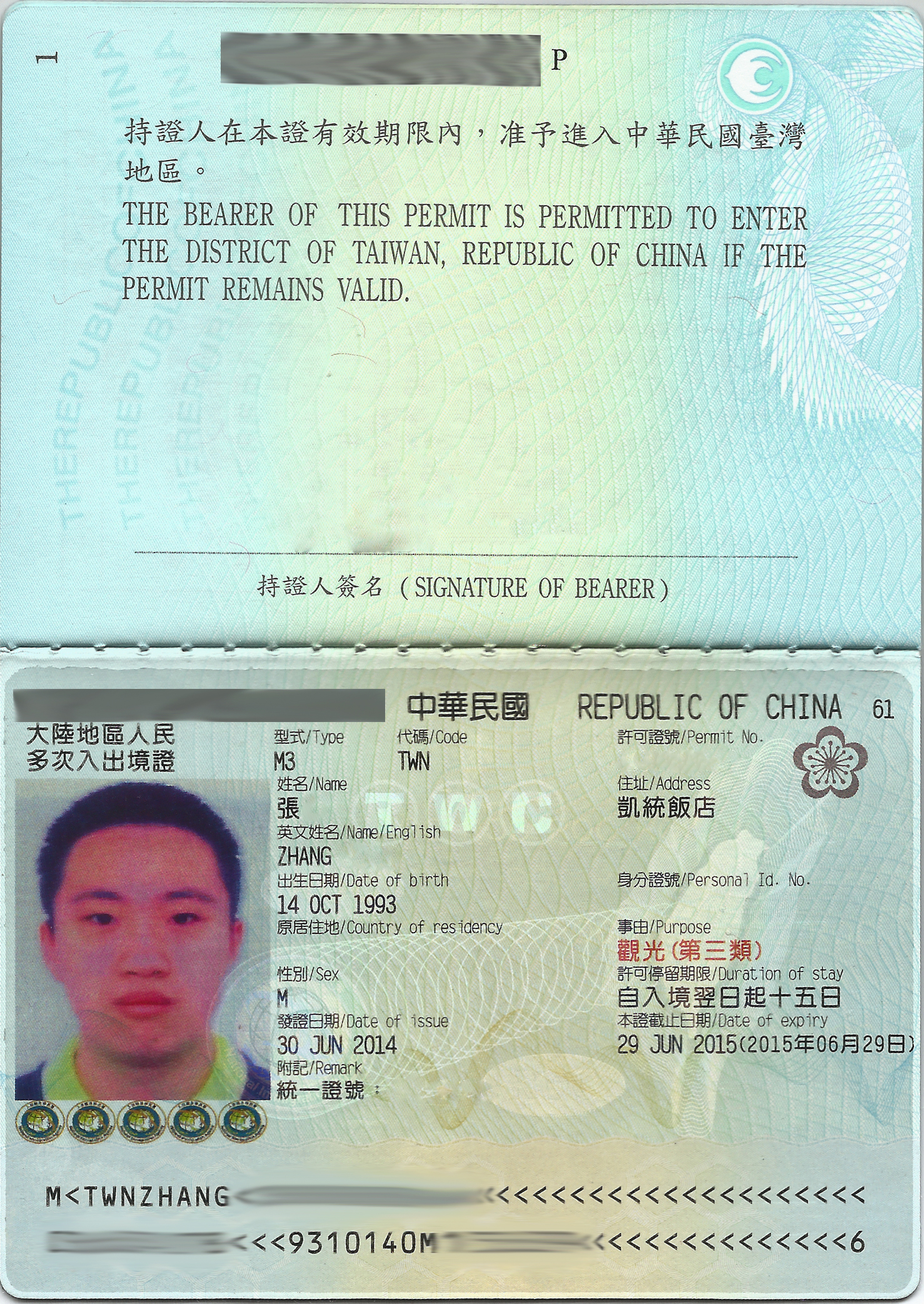
中華民国台湾地区出入境許可証（複数回用）個人情報ページ（大陸居民用）-旧版

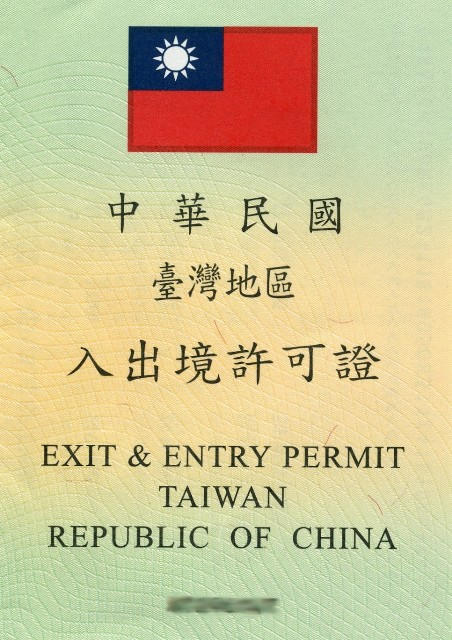
中華民国台湾地区出入境許可証表紙（香港、マカオ居住者の到着時ビザまたは中華民国の中華民国のパスポート所有者用-旧版）

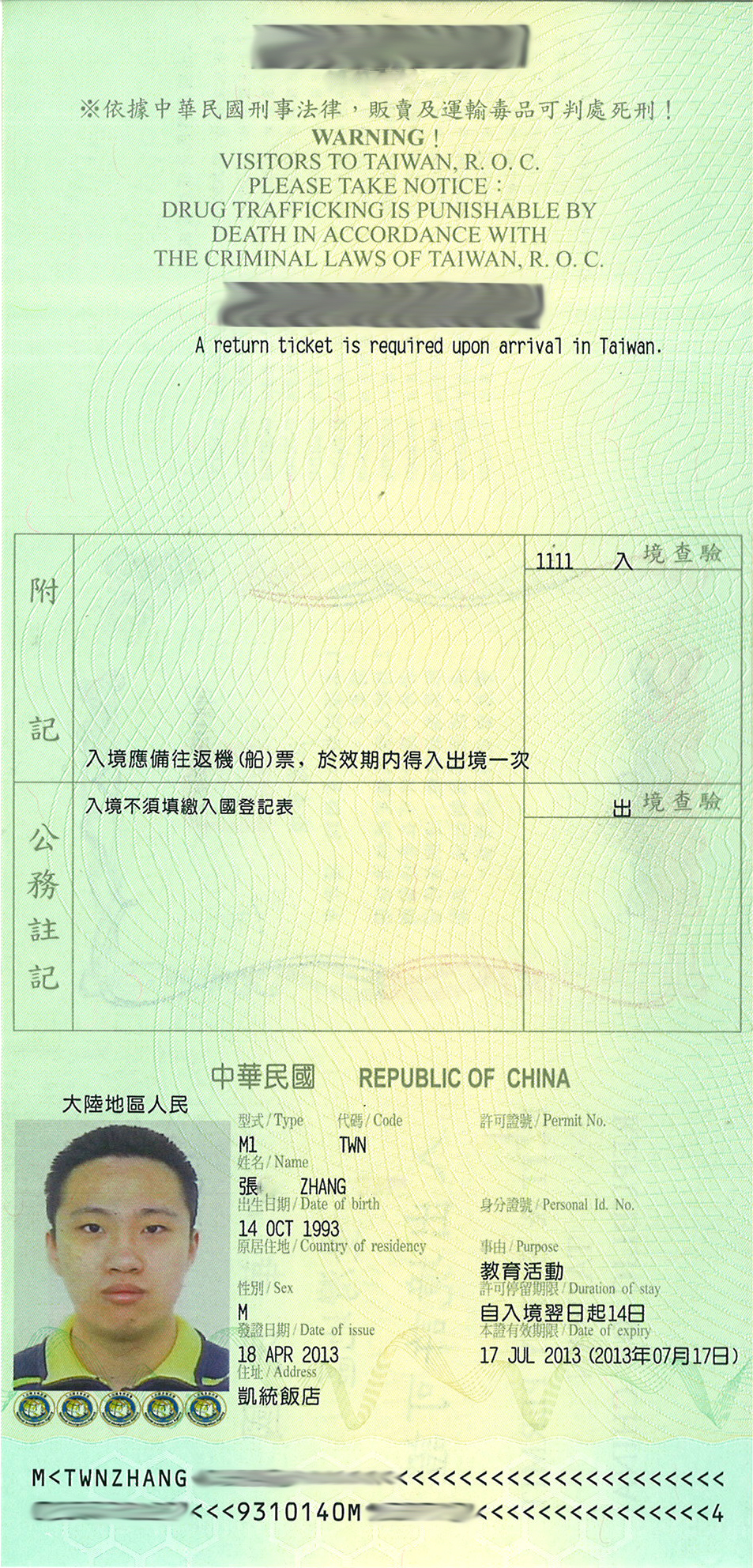
中華民国台湾地区出入境許可証（大陸居民用）内容ページ-旧版

中華民国台湾地区入出境許可証（ちゅうかみんこくたいわんちくにゅうしゅっきょうきょかしょう）、通称入台証（にゅうたいしょう）とは、中華民国内政部移民署が、中国大陸または香港、マカオ居民に発給する、台湾地区への入出国用の旅行証書、中華民国または外国（中華人民共和国以外）の旅券所持者は申請できないとなっている。入台証には単次（一回限り）、逐次加簽（都度査証審査）、一年多次、三年多次の区分がある。 
中華民国は全中国の正当政府と自己規定しており、その支配地域への入境にあたって中華人民共和国旅券（香港特別行政区旅券、マカオ特別行政区旅券を含む）の使用を認めることができないためこのような取り扱いがなされている。そのため、出入国証印は入台証に直接押印され、中国側の渡航文書への押印は一切されない。
旧版入台証の機械読取り区域（Machine Readable Zone）コードでは、頭文字（渡航文書種類［Type］を示す）は「H」または「M」、パスポートを意味する「P」またはビザを意味する「V」と違う。 
1980年代から1990年代、複数回用の入台証は「中華民国台湾地区多次入出境証」と呼ばれ、見た目は青色パスポート模様のノート、表紙は中華民国国旗がある、その後「中華民国台湾地区入出境許可証」に改称、見た目は深藍色パスポート模様のノート、中華民国国旗がない。今の入台証は全部A4サイズの紙になっている、様式も類似している。